# Pas de Deux (band)
Pas De Deux was een experimentele Belgische minimal-electro- en newwavegroep bestaande uit Walter Verdin, Dett Peyskens en Hilde van Roy.
Ze verwierf bekendheid dankzij haar controversiële deelname aan het Eurovisiesongfestival 1983, waar ze het nummer Rendez-vous bracht. De band werd in 1982 te Leuven opgericht.

## Biografie
Pas De Deux was een van de negen acts tijdens de Belgische preselectie in 1983. Hierbij stond ook Ben Crabbé op het podium, die niet drumde omdat alle drums reeds op band stonden. Hun nummer Rendez-vous werd door de jury als winnaar gekozen, tot grote woede van het aanwezige publiek. Het nummer was zijn tijd immers ver vooruit. Tijdens de reprise zong de groep hun lied stoïcijns opnieuw, zonder aandacht te besteden aan het fluitende publiek. Op het eigenlijke songfestival op 19 maart mochten maar zes mensen op het podium, waardoor Pas De Deux zonder Ben Crabbé optrad. Op het festival had de groep de kans het nummer te spelen met een symfonieorkest en kreeg het een veel beter klinkend nieuw arrangement, geschreven door Walter Verdin en Freddy Sunder. Op 23 april eindigde België in München op de achttiende plaats, Spanje en Turkije achter zich latend.
Het nummer kreeg later toch de Zomerhit-trofee. Rendez-vous was ook het eerste nummer dat radiozender Studio Brussel draaide toen de zender in 1983 in de ether ging. Het nummer bestond uit amper twee betekenisloze zinnen ("Rendez-vous, maar de maat is vol en m'n kop is toe"), die gedurende het hele lied herhaald werden boven een repetitieve melodie. De tekst werd geschreven door Paul Peyskens, broer van zangeres Dett en was oorspronkelijk een heel stuk langer. De groep schrapte de 'overbodige' stukken. De groep nam ook een Engelstalige versie op, de tekst luidde: "Rendez-vous, better give it up, I don't have a clue" De volgende single "Mani Meme / Cardiocleptomanie". Mani meme (fonetisch voor "maar niet met mij") leek opnieuw een betekenisloze tekst te hebben, maar was in feite een Italiaanstalig nummer waarin een meisje een jongen afwijst. Het nummer flopte. De B-kant "Cardiocleptomanie" had als tekst één woord, cardiocleptomanie.
De groep coverde verschillende nummers van John Lennon; waaronder Instant Karma en Cold Turkey. Walter Verdin richtte zich later op de videokunst, Hilde Van Roy werd journaliste en werkte onder andere voor het TV1-journaal. Dett Peyskens bleef actief in de muziekwereld en maakte later onder andere deel uit van Red Zebra.
In januari 2014 trad Pas de Deux na dertig jaar nog eens op. Ze deden dat op het festival The Sound Of The Belgian Underground in de AB.

## Discografie

### Singles
- 1982: "The Lonely Guys / Little Danny - Iedereen is Zot"
- 1983: "Rendez-vous" (met Big Band)
- 1983: "Mani Meme / Cardiocleptomanie"

### Mini-album
- 1983: Des Tailles

### Lp
- 1983: Axe ends
- 2011: Cardiocleptomanie (MW031 - Minimal Wave)

1956: Fud Leclerc + Mony Marc · 
1957: Bobbejaan Schoepen · 
1958: Fud Leclerc · 
1959: Bob Benny · 
1960: Fud Leclerc · 
1961: Bob Benny · 
1962: Fud Leclerc · 
1963: Jacques Raymond · 
1964: Robert Cogoi · 
1965: Lize Marke · 
1966: Tonia · 
1967: Louis Neefs · 
1968: Claude Lombard · 
1969: Louis Neefs · 
1970: Jean Vallée · 
1971: Lily Castel & Jacques Raymond · 
1972: Serge & Christine Ghisoland · 
1973: Nicole & Hugo · 
1974: Jacques Hustin · 
1975: Ann Christy · 
1976: Pierre Rapsat · 
1977: Dream Express · 
1978: Jean Vallée · 
1979: Micha Marah · 
1980: Telex · 
1981: Emly Starr · 
1982: Stella · 
1983: Pas de Deux · 
1984: Jacques Zegers · 
1985: Linda Lepomme · 
1986: Sandra Kim · 
1987: Liliane Saint-Pierre · 
1988: Reynaert · 
1989: Ingeborg · 
1990: Philippe Lafontaine · 
1991: Clouseau · 
1992: Morgane · 
1993: Barbara · 
1995: Frédéric Etherlinck · 
1996: Lisa del Bo · 
1998: Mélanie Cohl · 
1999: Vanessa Chinitor · 
2000: Nathalie Sorce · 
2002: Sergio & The Ladies · 
2003: Urban Trad · 
2004: Xandee · 
2005: Nuno Resende · 
2006: Kate Ryan · 
2007: The KMG's · 
2008: Ishtar · 
2009: Copycat · 
2010: Tom Dice · 
2011: Witloof Bay · 
2012: Iris · 
2013: Roberto Bellarosa · 
2014: Axel Hirsoux · 
2015: Loïc Nottet · 
2016: Laura Tesoro · 
2017: Blanche · 
2018: Sennek · 
2019: Eliot · 
2021: Hooverphonic · 
2022: Jérémie Makiese · 
2023: Gustaph · 
2024: Mustii · 
2025: Red Sebastian